# Telnice (kraj południowomorawski)
Telnice – gmina w Czechach, w powiecie Brno, w kraju południowomorawskim. Według danych z dnia 1 stycznia 2014 liczyła 1494 mieszkańców. Miejscowość leży 15 km na południowy wschód od Brna.
Pierwsza pisemna wzmianka o wsi pochodzi z 1244 r.

## Demografia
| 1869 | 1880 | 1890 | 1900 | 1910 | 1921 | 1930  | 1950  | 1961  | 1970  | 1980  | 1991  | 2001  | 2011  |
| ---- | ---- | ---- | ---- | ---- | ---- | ----- | ----- | ----- | ----- | ----- | ----- | ----- | ----- |
| 619  | 673  | 737  | 801  | 824  | 888  | 1 190 | 1 200 | 1 379 | 1 343 | 1 305 | 1 227 | 1 263 | 1 473 |